# HTC Dream
L' HTC G1, també anomenat HTC Dream, és el primer telèfon intel·ligent comercialitzat amb el sistema operatiu Android de l'empresa nord-americana Google (basat en un nucli Linux), amb possibilitat de desenvolupar aplicacions pròpies i publicar-les a la plataforma Google Play.
Disponible a Amèrica del Nord des del 22 d'octubre de 2008, des del novembre de 2008 al Regne Unit i des del 12 de març de 2009 a França, on va ser distribuït per l'operador Orange, equipat amb un teclat AZERT. Aquest amb només un nombre reduït de tecles, cal utilitzar combinacions de tecles per obtenir tots els caràcters necessaris per escriure en llengües diferents de l'anglès. Tanmateix, tot i que hi ha una tecla dedicada i una combinació de tecles per obtenir la @, per defecte no és possible introduir un apòstrofe o cometes dobles. Cal habilitar l'usuari root al telèfon per corregir aquest problema.
Una actualització del firmware (Cupcake / RC31) està disponible al lloc d'Orange des d'abril/maig de 2009, aporta un teclat tàctil al G1 així com la possibilitat de gravar vídeo, la gestió de diversos idiomes (perquè la versió RC30 només funciona en anglès) i està ple de novetats. Més tard arriba la versió 1.6 (Donut).

## Característiques
- Telefonia : SMS, MMS, Correu, Correu de veu visual, Marcador de veu
- Aplicació : Android Market, Gmail, Google Maps, Google Talk, YouTube, IM (Aim, Google Talk, Windows Live, Yahoo! Missatger.)
- Android Market (aplicacions de mostra) : Opera Mini, reproductor de vídeo, RemoteDroid, MySpace, temps, escàner de codi de barres, llum de flaix, …
- Pantalla d'inici personalitzable (widgets com Mac OS X i Windows 7)
- Navegador web / Cerca de Google OneTouch
- Reproductor d'àudio compatible amb formats : MP3, M4A (AAC sense DRM), AMR, WMA, MIDI, WAV, OGG Vorbis
- Desbloqueig mitjançant dibuix tàctil (patró)
- Càmera : 3,2 megapíxels amb enfocament automàtic

## Característiques generals[3]
- Pantalla tàctil : 3.2" (el sistema operatiu encara no és compatible amb el MultiTouch)
- Teclat : QWERTY sota la pantalla corredissa i AZERTY si es compra a França
- Navegació : Trackball on es pot fer clic, tecles de drecera a la part davantera (Fer/fer una trucada, Inici, anterior, finalitzar una trucada/ Poder), tecla de volum +/- a l'extrem esquerre i tecla de càmera a la dreta.
- Connexió MiniUSB (carregador de xarxa/connexió USB 2.0/kit de mans lliures estèreo/adaptador Jack 3.5)
- Ranura MicroSD : targeta d' 1 Go inclosa (fins a 16 Go)
- autonomia : 6h30 en comunicació, 319h en espera
- Dimensions : 117,7 × 55,7 17,1 mm
- Pes : 158 grammes (amb bateria)

## Característiques tècniques
- Xarxa : GSM (850/900/1800/1900 1.900 MHz, 3G / 3G+ (2.100 MHz)
- Connectivitat : Wi-Fi 802.11(b/g), Bluetooth 2.0 + EDR, GPS
- Pantalla : TFT-LCD de 3,2" tàctil multitàctil (320 x 480) HVGA
- Bateria : ions de liti 1.150 mAh extraïble
- Processador : Qualcomm a 528 MHz
- Memòria RAM : 192 Mo
- Memòria interna : 256 Mo
- Sistema operatiu : Android 1.0 actualitzat a 1.6 (actualització del nucli de Linux de 2.6.27 a 2.6.29)[4] i fins a 2.2 amb una ROM no oficial (CyanogenMod 6.1).